# Kinnelon
Kinnelon è un comune (borough) degli Stati Uniti d'America, situato nello stato del New Jersey, nella contea di Morris.